# ДЕФА
Германското филмово акционерно дружество (на немски: Deutsche Film-Aktiengesellschaft), повече известно със съкращението от немски ДЕФА (DEFA), е киностудио в Германия, после в Германската демократична република, закрито и възстановено във Федерална република Германия.
Основано е през 1910 г. В студиото са снимани множество пропагандни и художествени филми по времето на Третия Райх, както и по времето на ГДР – над 700 художествени и около 160 детски.
Филмовото наследство на DEFA е достъпно и лицензирано на архивната платформа PROGRESS от 2019 г.

## История
През 1910 г. в потсдамския район Бабелсберг е основано „Filmstudio Babelsberg“ (Киностудио Бабелсберг). През 1917 г. студиото е преобразувано в акционерно дружество и преименувано на UFA (Universum-Film Aktiengesellschaft). Киностудиото изпълнява поръчки за пропагандни филми на Райхсвера. След поражението на Германия в Първата световна война киностудиото дълго време не функционира.
През 1926 г. в Бабелсберг се построява нов снимачен павилион. Пръв притежател на кинофабриката става режисьорът Фриц Ланг. През 1930 г. в студиото е снет първият звуков филм „Синият ангел“ с Марлен Дитрих.
С идването на власт в Германия на НСДАП студиото се намира под контрола на министъра на пропагандата Йозеф Гьобелс и се нарежда сред центровете на киноиндустрията на Третия райх. Под контрола на новата власт в студиото се снимат преди всичко музикални комедии, а също пропагандни филми за „Новата Германия“.
DEFA се превръща във водещо киностудио на ГДР. След падането на Берлинската стена държавното финансиране на киностудиото е спряно. През 1991 г. студиото е закрито, а имотите и имуществото са обявени за приватизация. Те ка придобити от френския конгломерат CGE Compagnie Générale des Eaux (Vivendi Universal и Veolia Environnement), който възобновява дейността на киностудиото под името Studio Babelsberg GmbH, а от 2004 г. – като Studio Babelsberg AG.
През 2001 г. в киностудиото е заснет филмът „Враг пред портата“, а през следващата 2002 г. – филмът „Пианистът“ на Роман Полански. Сред известните актьори – открития на DEFA, е Гойко Митич.
В днешно време там са снимани международни блокбъстъри като Гадни копилета, Пианистът и Гранд хотел „Будапеща“, както и германски филми като Sonnenallee, Jim Knopf und Lukas der Lokomotivführer и Traumfabrik, като по този начин се продължава забележителната филмова традиция на това студио.
През 2019 г. PROGRESS е придобита от LOOKSfilm. От 1 април 2019 г. цялото кинематографично наследство на ГДР става достъпно в целия свят и по лиценз на архивната платформа PROGRESS.film.